# Meddix tuticus
Il meddix tuticus (in lingua latina; plurale meddices tutici) o meddíss tovtíks (in lingua osca) era il più importante tra i magistrati (meddix) e la sua figura rappresentava il capo di Stato dei popoli -tovtiks- italico-osco- sabellici, in particolare gli Equi, i Sanniti, i Volsci, i Peligni, i Marsi, i Frentani, i Carricini, i Vestini e i Piceni. Ogni tovtiks (popolo), formato da diversi pagi (i Peligni ne avevano oltre sedici) aveva il suo meddix che veniva eletto democraticamente.

## La figura e le funzioni
Il meddix tuticus era una figura politico-amministrativa, ricordata da Tito Livio con il termine praetor proprio dell'ordinamento romano:
(Tito Livio, Ab Urbe condita libri, VIII, 39)
Il meddix tuticus era il capo supremo del Touto (letteralmente "popolo") da cui prendeva il nome, ossia di quell'organismo composito a base corporativa, formato dall'unione di un insieme di pagus, che costituivano i vari popoli "osco-italico-sabellici, Piceni, vestini, frentani marrucini, carecini, marsi, peligni, sanniti, ecc." (v.Salmon). In quanto capo assoluto del suo popolo, ossia del suo Touto, aveva un potere decisionale massimo e autonomo, e sentiva il parere del popolo perché veniva eletto democraticamente e veniva anche contestato e non rieletto, perché non aveva potere sovrano di monarca.Infatti gli storici ci hanno tramandato la loro figura, chiamandoli praetor e non monarchi. I guerrieri italici (vedi statuette bronzee dei peligni e sanniti) per la protezione del cuore e dello stomaco indossavano corpetti su cui erano sistemati tre dischetti di bronzo,uno a destra e a sinistra per il cuore e uno verso la parte centrale dello sterno.
(Tito Livio, Ab Urbe condita libri, VIII, 39)
Oltre ad essere il capo militare del Touto, ne curava l'amministrazione della legge, con i pagi decreta che regolavano la vita dei campi, della transumanza, e la vita stessa delle popolazioni dei pagi e dei relativi vici, Leggi poi riprese e ampliate dai romani , delle finanze, della religione e presiedeva le assemblee collegiali che aveva il potere di convocare quando si presentavano dei problemi nei singoli pagi. Aveva naturalmente anche funzioni militari, ma meno accentuate rispetto al suo omologo romano, il praetor.
La carica di meddix tuticus, elettiva e democratica, era annuale ma poteva essere rinnovata. Dopo il 265 a.C., probabilmente per l'influsso del sistema consolare romano, probabilmente,si ebbero anche due meddix tuticus, come a Velitrae, Nola, Messana e Corfinium. A differenza dei consoli romani, tuttavia, i due meddices tuticis non erano perfettamente pari grado, né risulta che vi fossero differenze di specializzazione, «per cui noi parleremmo di un meddix e di un vice-meddix».
Conosciamo Meddix tuticus a Capua nel 214 a.C. e 211 a.C., durante il lungo assedio della città da parte dei Romani, rispettivamente Gneo Magio Atellano e Seppio Lesio.

### Fonti primarie
- Cippo abellano
- Tito Livio, Ab Urbe condita libri

### Letteratura storiografica
- Giacomo Devoto, Gli antichi Italici, 2ª ed., Firenze, Vallecchi, 1951.
- (DE) B. Kaiser, Untersuchungen zur Geschicht der Samniten, 1907.
- J. Patterson, Sanniti, Liguri e Romani, Comune, Circello, 1988, BNI 891127.
- Edward T. Salmon, Il Sannio e i Sanniti, Torino, Einaudi, 1995. ISBN 88-06-13689-5. (ed. or. Edward T. Salmon, Samnium and the Samnites, (in inglese) Cambridge, Cambridge University Press, 1967.)
- F. Sartori, Problemi di storia costituzionale italiota, L'Erma di Bretschneider, Roma, 1953.
- Marta Sordi, Roma e i Sanniti, Bologna, 1969.
- G. Tagliamonte, I Sanniti, Caudini, Irpini, Pentri, Carricini, Frentani, Longanesi, Milano, 1997, ISBN 88-304-1372-0.

### Atti, miscellanee e riviste
- Safinim: i Sanniti, vicende, ricerche, contributi. Atti del convegno di Agnone. Isernia, C. Iannone, 1993.
- G. Camporeale, La terminologia magistratuale nelle lingue oscoumbre, in Atti dell'Accademia toscana di Scienze e lettere, 1956.
- V. Cianfarani, Touta Marouca, in Studi in onore di A. Calderini e R. Paribeni, Milano, 1956.
- F. P. Garofalo, Sui meddices, in Rendiconti dell'Accademia dei Lincei, XII, 1903.
- Adriano La Regina, Note sulla formazione dei centri urbani in area sabellica, in Atti del convegno di studi sulla città preromana, Imola, 1970.
- Adriano La Regina, I territori sabellici e sannitici, in Dialoghi di Archeologia, IV-V, 1971.
- M. Pallottino, Le origini storiche dei popoli italici, in Relazioni al congresso internazionale di Scienze storiche, Roma, 1955.
- A. Sogliano, Sanniti ed Oschi, in Rendiconti dell'Accademia dei Lincei, XXI, 1912.